# Dasypogon arcuatus
Dasypogon arcuatus är en tvåvingeart som först beskrevs av Fabricius 1794.  Dasypogon arcuatus ingår i släktet Dasypogon och familjen rovflugor.
Artens utbredningsområde är Italien. Inga underarter finns listade i Catalogue of Life.